# Gabriel Ferrater
Gabriel Ferrater i Soler (Reus, 20 maggio 1922 – Sant Cugat del Vallès, 27 aprile 1972) è stato un poeta spagnolo  di lingua catalana.

## Biografia
La sua opera più importante è Les dones y els dies (Le donne e i giorni, 1968), pietra miliare della produzione poetica catalana del XX secolo.

## Opere
- Poesie 1960-1968, traduzione di Pietro Umberto Dini, Pesaro, Metauro, 2010. Con curriculum vitae.
- Teoria dei corpi, a cura di Amaranta Sbardella, Perugia, Occam, 2022.